# 2016 Warped Tour Compilation
2016 Warped Tour Compilation è la diciannovesima raccolta del Warped Tour, pubblicata il 24 giugno 2016 dalla SideOneDummy Records.

## Tracce
1. Falling in Reverse – Sexy Drug
2. Motionless in White – Generation Lost
3. Sum 41 – Jessica Kill
4. Atreyu – Live to Labor
5. Whitechapel – The Night Remains
6. Veil of Maya – Mikasa
7. Coldrain – Wrong
8. Every Time I Die – Decayin with the Boys
9. Safe to Say – Bracelet
10. Chunk! No, Captain Chunk! – City of Light
11. The Word Alive – Dreamer
12. Assuming We Survive – Home Is Where the Heart Is
13. Cruel Hand – Through with You
14. Cane Hill – OxBlood
15. Secrets – Learn to Love
16. The Color Morale – Scar Issue
17. Issues – The Settlement
18. Vanna – Pretty Grim
19. Roam – Deadweight (feat. Matt Wilson)
20. Teenage Bottlerocket – Dead Saturday
21. Wage War – Spineless
22. Young Guns – Rising Up
23. Ghost Town – Evolution
24. Like Pacific – Worthless Case
25. The Pink Slips – Attack of the Valley Girls

## Classifiche
| Classifica (2016)         | Posizione massima |
| ------------------------- | ----------------- |
| Stati Uniti               | 117               |
| Stati Uniti (independent) | 8                 |
| Stati Uniti (alternative) | 8                 |
| Stati Uniti (rock)        | 10                |